# K.C. Undercover
K.C. Undercover ist eine US-amerikanische Jugend-Spionage-Sitcom der Walt Disney Company. Die Serie lief vom 18. Januar 2015 bis zum 2. Februar 2018 auf dem Disney Channel und endete nach 81 Episoden und drei Staffeln. Die deutsche Erstausstrahlung folgte am 14. September 2015 auf dem Disney Channel (Deutschland) und endete am 12. Oktober 2018.

## Handlung
Katrina Charlotte „K.C.“ Cooper ist ein High-School-Mathegenie, das sich nebenbei in Ausbildung zu einer Undercover-Agentin befindet. Sie möchte damit in die Fußstapfen ihrer Eltern treten. In jeder Folge versuchen die Coopers, ihren typischen Familienalltag und komplizierte Undercover-Missionen, in welchen sie versuchen, ihr Land zu beschützen, unter einen Hut zu bringen.

## Besetzung
Die deutsche Synchronisation entstand durch die Synchronfirma SDI Media Germany GmbH in München nach Dialogbüchern von Sygun Liewald unter der Dialogregie von Heiko Feld.
| Rollenname                      | Schauspieler       | Hauptrolle | Nebenrolle              | Synchronsprecher         |
| ------------------------------- | ------------------ | ---------- | ----------------------- | ------------------------ |
| Katrina Charlotte „K.C.“ Cooper | Zendaya            | 1–81       |                         | Marcia von Rebay         |
| Craig Cooper                    | Kadeem Hardison    | 1–81       |                         | Gerhard Jilka            |
| Kira Cooper                     | Tammy Townsend     | 1–81       |                         | Claudia Urbschat-Mingues |
| Ernie Cooper                    | Kamil McFadden     | 1–81       |                         | Karim El Kammouchi       |
| Marisa Clark                    | Veronica Dunne     | 1–81       |                         | Leslie-Vanessa Lill      |
| Judy Cooper                     | Trinitee Stokes    | 2–81       |                         | Paula Hammerschmidt      |
| Petey Goldfeder                 | James DiGiacomo    |            | 8, 16, 22, 24           | Tobias Frieß             |
| Mrs. Goldfeder                  | Jaime Moyer        |            | 8, 15, 25               | Bettina Redlich          |
| Brett Willis                    | Ross Butler        |            | 10–13, 17–18, 28–29, 50 | Patrick Roche            |
| Abby Martin                     | Kara Royster       |            | 32–36, 53–55            | Jacqueline Belle         |
| Erica King                      | Jasmine Guy        |            | 34–36, 53–55            |                          |
| Richard                         | Rick Fox           |            | 35–36, 53–55            |                          |
| Zoe                             | Haley Tju          |            | 56–61                   | Dagmar Bittner           |
| Sheena                          | China Anne McClain |            | 56–58                   |                          |
| Brady                           | Connor Weil        |            | 61–70, 80–81            | Leonard Hohm             |
| Amy Bishop                      | Kirrilee Berger    |            | 76–81                   | Lea Kalbhenn             |
| Beverly                         | Sherri Shepherd    |            |                         |                          |

## Episodenliste

### Staffel 1
| Nr. (ges.) | Nr. (St.) | Deutscher Titel                              | Originaltitel                              | Erstausstrahlung USA | Deutschsprachige Erstausstrahlung (D) | Regie                           | Drehbuch                                                                  |
| ---------- | --------- | -------------------------------------------- | ------------------------------------------ | -------------------- | ------------------------------------- | ------------------------------- | ------------------------------------------------------------------------- |
| 1          | 1         | Das Familiengeheimnis                        | Pilot                                      | 18. Jan. 2015        | 14. Sep. 2015                         | Jon Rosenbaum                   | Handlung: Corinne Marshall Schauspiel: Rob Lotterstein & Corinne Marshall |
| 2          | 2         | J.U.D.Y., meine Roboter-Schwester            | My Sister from Another Mother... Board     | 25. Jan. 2015        | 15. Sep. 2015                         | Jon Rosenbaum                   | Rob Lotterstein                                                           |
| 3          | 3         | Gib mir ein K! Gib mir ein C!                | Give Me a K! Give Me a C!                  | 8. Feb. 2015         | 16. Sep. 2015                         | Jon Rosenbaum                   | Rob Lotterstein                                                           |
| 4          | 4         | Spurlos verschwunden                         | Off the Grid                               | 15. Feb. 2015        | 17. Sep. 2015                         | Jon Rosenbaum                   | Darin Henry                                                               |
| 5          | 5         | Der Fotowettbewerb                           | Photo Bombed                               | 1. März 2015         | 18. Sep. 2015                         | Jon Rosenbaum                   | Rob Lotterstein                                                           |
| 6          | 6         | Nicht ohne meinen Swag                       | How K.C. Got Her Swing Back                | 8. März 2015         | 21. Sep. 2015                         | Jon Rosenbaum                   | Jenn Lloyd & Kevin Bonani                                                 |
| 7          | 7         | Daddys kleine Prinzessin                     | Daddy's Little Princess                    | 29. März 2015        | 22. Sep. 2015                         | Jon Rosenbaum                   | Teri Schaffer & Raynelle Swilling                                         |
| 8          | 8         | Auftrag: Rettet den Aufsatz                  | Assignment: Get That Assignment            | 6. Apr. 2015         | 23. Sep. 2015                         | Kadeem Hardison                 | Rob Lottersein                                                            |
| 9          | 9         | Gefährliche Spionoia                         | Spy-Anoia Will Destroy Ya                  | 19. Apr. 2015        | 24. Sep. 2015                         | Rich Correll                    | Eileen Conn                                                               |
| 10         | 10        | Doppeltes Spiel – Teil 1a                    | Double Crossed Part 1                      | 29. Mai 2015         | 14. Feb. 2016                         | Joel Zwick & Jody Margolin Hahn | Cat Davis, Eddie Quintana & Eileen Conn                                   |
| 11         | 11        | Doppeltes Spiel – Teil 1b                    | Double Crossed Part 1                      | 29. Mai 2015         | 14. Feb. 2016                         | Joel Zwick & Jody Margolin Hahn | Cat Davis, Eddie Quintana & Eileen Conn                                   |
| 12         | 12        | Doppeltes Spiel – Teil 2                     | Double Crossed Part 2                      | 30. Mai 2015         | 14. Feb. 2016                         | Jon Rosenbaum                   | Rob Lotterstein                                                           |
| 13         | 13        | Doppeltes Spiel – Teil 3                     | Double Crossed Part 3                      | 31. Mai 2015         | 14. Feb. 2016                         | Jon Rosenbaum                   | Darin Henry                                                               |
| 14         | 14        | Ernie backt den Biskuit!                     | Stakeout Takeout                           | 7. Juni 2015         | 25. Sep. 2015                         | Jon Rosenbaum                   | Darin Henry                                                               |
| 15         | 15        | Die Nachbarschaftswache                      | The Neighborhood Watchdogs                 | 14. Juni 2015        | 28. Sep. 2015                         | Jon Rosenbaum                   | Darin Henry                                                               |
| 16         | 16        | Meine Freundin, die Präsidententochter       | First Friend                               | 26. Juni 2015        | 29. Sep. 2015                         | Jon Rosenbaum                   | Darin Henry                                                               |
| 17         | 17        | Operation: Auf der anderen Seite – Teil 1    | Operation: Other Side – Part 1             | 12. Juli 2015        | 30. Sep. 2015                         | Jon Rosenbaum                   | Eileen Conn                                                               |
| 18         | 18        | Operation: Auf der anderen Seite – Teil 2    | Operation: Other Side – Part 2             | 19. Juli 2015        | 1. Okt. 2015                          | Kimberly McCullough             | Rob Lotterstein                                                           |
| 19         | 19        | Die verschwundene Dame                       | K.C. and the Vanishing Lady                | 26. Juli 2015        | 2. Okt. 2015                          | Rich Correll                    | Cat Davis & Eddie Quintana                                                |
| 20         | 20        | Der Mutter-Tochter-Ball                      | Debutante Baller                           | 9. Aug. 2015         | 5. Okt. 2015                          | Jon Rosenbaum                   | Teri Schaffer & Raynelle Swilling                                         |
| 21         | 21        | Ein Kerl wie K. C.                           | K.C.'s the Man                             | 16. Aug. 2015        | 6. Okt. 2015                          | Rosario J. Roveto, Jr.          | Teri Schaffer & Raynelle Swilling                                         |
| 22         | 22        | Judy – eine fast perfekte Erfindung – Teil 1 | Runaway Robot                              | 7. Sep. 2015         | 15. Feb. 2016                         | Joel Zwick                      | Rob Lotterstein                                                           |
| 23         | 23        | Judy – eine fast perfekte Erfindung – Teil 2 | Runaway Robot                              | 7. Sep. 2015         | 16. Feb. 2016                         | Joel Zwick                      | Rob Lotterstein                                                           |
| 24         | 24        | Der wie ein Wolf tanzt                       | All Howl's Eve                             | 4. Okt. 2015         | 31. Okt. 2015                         | Jon Rosenbaum                   | Dava Savel                                                                |
| 25         | 25        | Das Anti-Streit-Verließ                      | The Get Along Vault                        | 18. Okt. 2015        | 17. Feb. 2016                         | Phill Lewis                     | Denn Lloyd & Kevin Bonani                                                 |
| 26         | 26        | Die Staatsfeindin                            | Enemy of the State                         | 8. Nov. 2015         | 18. Feb. 2016                         | Joel Zwick                      | Eileen Conn                                                               |
| 27         | 27        | Ach du Fröhliche …                           | Twas the Fight Before Christmas            | 6. Dez. 2015         | 22. Dez. 2016                         | Joel Zwick                      | Denn Lloyd & Kevin Bonani                                                 |
| 28         | 28        | Kein Zurück – Teil 1                         | K.C. and Brett: The Final Chapter – Part 1 | 17. Jan. 2016        | 19. Feb. 2016                         | David Kendall                   | Rob Lotterstein                                                           |
| 29         | 29        | Kein Zurück – Teil 2                         | K.C. and Brett: The Final Chapter – Part 2 | 24. Jan. 2016        | 19. Feb. 2016                         | Jon Rosenbaum                   | Rob Lotterstein                                                           |

### Staffel 2
| Nr. (ges.) | Nr. (St.) | Deutscher Titel                             | Originaltitel                     | Erstausstrahlung USA | Deutschsprachige Erstausstrahlung (D) | Regie               | Drehbuch                          |
| ---------- | --------- | ------------------------------------------- | --------------------------------- | -------------------- | ------------------------------------- | ------------------- | --------------------------------- |
| 30         | 1         | Familie Cooper reaktiviert! (1)             | Coopers Reactivated! (1)          | 6. März 2016         | 4. Okt. 2016                          | Jon Rosenbaum       | Rob Lotterstein                   |
| 31         | 2         | Familie Cooper reaktiviert! (2)             | Coopers Reactivated! (2)          | 6. März 2016         | 4. Okt. 2016                          | Jon Rosenbaum       | Rob Lotterstein                   |
| 32         | 3         | Kiras Geheimnis                             | Do You Want to Know a Secret?     | 13. März 2016        | 5. Okt. 2016                          | Jon Rosenbaum       | Rob Lotterstein                   |
| 33         | 4         | Wer ist Abby?                               | Rebel with a Cuz                  | 20. März 2016        | 6. Okt. 2016                          | Robbie Countryman   | Eileen Conn                       |
| 34         | 5         | Was, wenn ... ?                             | The Mother of All Missions        | 10. Apr. 2016        | 7. Okt. 2016                          | Joel Zwick          | Darin Henry                       |
| 35         | 6         | Unfallgefahr                                | Accidents Will Happen             | 17. Apr. 2016        | 10. Okt. 2016                         | Alfonso Ribeiro     | Jenn Lloyd & Kevin Bonani         |
| 36         | 7         | Gedankenkontrolle                           | Brainwashed                       | 24. Apr. 2016        | 11. Okt. 2016                         | Joel Zwick          | Rob Lotterstein                   |
| 37         | 8         | Die schmerzliche Wahrheit                   | The Truth Hurts                   | 8. Mai 2016          | 12. Okt. 2016                         | Alfonso Ribeiro     | Vincent Brown                     |
| 38         | 9         | Ernie ist der Boss                          | Down in the Dumps                 | 15. Mai 2016         | 13. Okt. 2016                         | Gil Junger          | Cat Davis                         |
| 39         | 10        | Tanze, als würde niemand zusehen            | Dance Like No One's Watchin       | 22. Mai 2016         | 14. Okt. 2016                         | Gil Junger          | Eddie Quintana                    |
| 40         | 11        | Pech in der Liebe                           | The Love Jinx                     | 19. Juni 2016        | 17. Okt. 2016                         | Joel Zwick          | Jenn Lloyd & Kevin Bonani         |
| 41         | 12        | K.C. steigt auf                             | K.C. Levels Up                    | 10. Juli 2016        | 18. Okt. 2016                         | Danny Teeson        | Eileen Conn                       |
| 42         | 13        | Schnapp ihn, wenn du kannst                 | Catch Him If You Can              | 17. Juli 2016        | 19. Okt. 2016                         | Eileen Conn         | Rob Lotterstein                   |
| 43         | 14        | Der Superhund                               | Sup, Dawg?                        | 24. Juli 2016        | 29. März 2017                         | Kadeem Hardison     | Eileen Conn                       |
| 44         | 15        | Drahtseil des Grauens (1)                   | Tightrope of Doom (1)             | 7. Aug. 2016         | 27. März 2017                         | Robbie Countryman   | Rob Lotterstein                   |
| 45         | 16        | Drahtseil des Grauens (2)                   | Tightrope of Doom (2)             | 7. Aug. 2016         | 28. März 2017                         | Robbie Countryman   | Rob Lotterstein                   |
| 46         | 17        | Die Legende von der bösen, bösen Cleo Brown | The Legend of Bad, Bad Cleo Brown | 14. Aug. 2016        | 30. März 2017                         | Nzingha Stewart     | Raynelle Swilling & Teri Schaffer |
| 47         | 18        | Und der Preis geht an …                     | Spy of the Year Awards            | 11. Sep. 2016        | 31. März 2017                         | Robbie Countryman   | Eddie Quintana                    |
| 48         | 19        | Mission Umwelt (1)                          | In Too Deep                       | 18. Sep. 2016        | 8. Apr. 2017                          | Rosario Roveto, Jr. | Darin Henry                       |
| 49         | 20        | Mission Umwelt (2)                          | In Too Deep 2                     | 25. Sep. 2016        | 9. Apr. 2017                          | Stephen Engel       | Jenn Lloud & Kevin Bonani         |
| 50         | 21        | Virtueller Wahnsinn                         | Virtual Insanity                  | 2. Okt. 2016         | 3. Apr. 2017                          | Chris Poulos        | Darin Henry                       |
| 51         | 22        | Undercover-Mutter                           | Undercover Mother                 | 6. Nov. 2016         | 4. Apr. 2017                          | Joely Fisher        | Cat Davis                         |
| 52         | 23        | Vertraue niemandem                          | Trust No One                      | 13. Okt. 2016        | 5. Apr. 2017                          | Robbie Countryman   | Kurt Maloney                      |
| 53         | 24        | Die Weihnachtskrise                         | Holly Holly Not So Jolly          | 4. Dez. 2016         | 23. Dez. 2018                         | Rosario Roveto, Jr. | Rob Lotterstein                   |
| 54         | 25        | Ein unerwartetes Wiedersehen                | Collision Course                  | 6. Jan. 2017         | 6. Apr. 2017                          | Joel Zwick          | Jenn Lloyd & Kevin Bonani         |
| 55         | 26        | Familienfehde                               | Family Feud                       | 13. Jan. 2017        | 7. Apr. 2017                          | Jon Rosenbaum       | Rob Lotterstein                   |

### Staffel 3
| Nr. (ges.) | Nr. (St.) | Deutscher Titel            | Originaltitel                          | Erstausstrahlung USA | Deutschsprachige Erstausstrahlung (D) | Regie               | Drehbuch                                                        |
| ---------- | --------- | -------------------------- | -------------------------------------- | -------------------- | ------------------------------------- | ------------------- | --------------------------------------------------------------- |
| 56         | 1         | Coopers auf der Flucht (1) | Coopers on the Run                     | 7. Juli 2017         | 17. Sep. 2018                         | Rosario Roveto, Jr. | Rob Lotterstein                                                 |
| 57         | 2         | Coopers auf der Flucht (2) | Coopers on the Run (2)                 | 7. Juli 2017         | 18. Sep. 2018                         | Robbie Countryman   | Rob Lotterstein                                                 |
| 58         | 3         | Willkommen im Dschungel    | Welcome to the Jungle                  | 14. Juli 2017        | 19. Sep. 2018                         | Robbie Countryman   | Rob Lotterstein                                                 |
| 59         | 4         | Feuer und Wasser           | Out of the Water and into the Fire     | 14. Juli 2017        | 20. Sep. 2018                         | Robbie Countryman   | Rob Lotterstein                                                 |
| 60         | 5         | Netz aus Lügen             | Web of Lies                            | 28. Juli 2017        | 21. Sep. 2018                         | Robbie Countryman   | Darin Henry                                                     |
| 61         | 6         | Unversöhnlich              | Teen Drama                             | 4. Aug. 2017         | 22. Sep. 2018                         | Robbie Countryman   | David Tolentino                                                 |
| 62         | 7         | Frauenpower                | K.C. Under Construction                | 11. Aug. 2017        | 23. Sep. 2018                         | Eileen Conn         | Jenn Lloyd & Kevin Bonani                                       |
| 63         | 8         | Stürmischer Schulball      | The Storm Maker                        | 18. Aug. 2017        | 24. Sep. 2018                         | Robbie Countryman   | Jenn Lloyd & Kevin Bonani                                       |
| 64         | 9         | Nicht aufgeben             | Keep on Truckin'                       | 25. Aug. 2017        | 25. Sep. 2018                         | Jon Rosenbaum       | Darin Henry                                                     |
| 65         | 10        | Das Blatt wendet sich      | Unmasking the Enemy                    | 3. Nov. 2017         | 26. Sep. 2018                         | Jon Rosenbaum       | Rob Lotterstein                                                 |
| 66         | 11        | Marisa Undercover          | The Truth Will Set You Free            | 10. Nov. 2017        | 27. Sep. 2018                         | Jon Rosenbaum       | Eileen Conn                                                     |
| 67         | 12        | Stürmische Zeiten          | Stormy Weather                         | 17. Nov. 2017        | 28. Sep. 2018                         | Jon Rosenbaum       | Darin Henry                                                     |
| 68         | 13        | Gelöscht                   | Deleted!                               | 24. Nov. 2017        | 29. Sep. 2018                         | Kadeem Hardison     | Jenn Lloyd & Kevin Bonani                                       |
| 69         | 14        | Das Doppel-Date            | Second Chances                         | 15. Jan. 2018        | 30. Sep. 2018                         | Jon Rosenbaum       | Handlung: Zendaya & Rob Lotterstein Schauspiel: Rob Lotterstein |
| 70         | 15        | Ernies großer Tag          | Revenge on the Van People              | 16. Jan. 2018        | 1. Okt. 2018                          | Jon Rosenbaum       | Shawnté McCall                                                  |
| 71         | 16        | Die Grandma-Akte           | The Gammy Files                        | 17. Jan. 2018        | 2. Okt. 2018                          | Eileen Conn         | Rob Lotterstein                                                 |
| 72         | 17        | Date mit Hindernissen      | Take Me Out                            | 18. Jan. 2018        | 3. Okt. 2018                          | Joel Zwick          | Kurt Maloney                                                    |
| 73         | 18        | Die musikalische Mission   | Twin It to Win It                      | 22. Jan. 2018        | 4. Okt. 2018                          | Joel Zwick          | LaTonya Croff                                                   |
| 74         | 19        | Cassandra Undercover       | Cassandra Undercover                   | 23. Jan. 2018        | 5. Okt. 2018                          | Joel Zwick          | David Tolentino                                                 |
| 75         | 20        | K.C. hoch drei             | K.C Times Three                        | 24. Jan. 2018        | 6. Okt. 2018                          | Patrick Maloney     | Dava Savel                                                      |
| 76         | 21        | Der Domino-Effekt          | The Domino Effect                      | 29. Jan. 2018        | 7. Okt. 2018                          | Eileen Conn         | Darin Henry                                                     |
| 77         | 22        | Domino 2: Das Barbecue     | Domino 2: Barbecued                    | 30. Jan. 2018        | 8. Okt. 2018                          | Joely Fisher        | Rob Lotterstein                                                 |
| 78         | 23        | Domino 3: Ausgespäht       | Domino 3: Buggin' Out                  | 31. Jan. 2018        | 9. Okt. 2018                          | Jon Rosenbaum       | Jenn Lloyd & Kevin Bonani                                       |
| 79         | 24        | Domino 4: Die Maske        | Domino 4: The Mask                     | 1. Feb. 2018         | 10. Okt. 2018                         | Jon Rosenbaum       | Rob Lotterstein                                                 |
| 80         | 25        | Das letzte Kapitel (1)     | K.C. Undercover: The Final Chapter (1) | 2. Feb. 2018         | 11. Okt. 2018                         | Jon Rosenbaum       | Rob Lotterstein                                                 |
| 81         | 26        | Das letzte Kapitel (2)     | K.C. Undercover: The Final Chapter (2) | 2. Feb. 2018         | 12. Okt. 2018                         | Jon Rosenbaum       | Rob Lotterstein                                                 |